# Gagged in Brazil
Gagged in Brazil (em português: Censurado no Brasil), de 2008, é um filme crítico à política de comunicação do governo de Minas Gerais, na época comandado pelo hoje Deputado federal Aécio Neves, produzido para a Current TV, um canal de TV por assinatura presente nos Estados Unidos, no Reino Unido e na Itália, pelo documentarista brasileiro Daniel Florêncio, formado em Rádio e Televisão pela Universidade Federal de Minas Gerais (UFMG), que mora em Londres desde 2005. O filme, produzido em junho de 2007, trata da falta de liberdade de imprensa em Minas Gerais e no Brasil. O filme entrou no ar na Current TV no Reino Unido no dia 27 de maio de 2008.

## Outros trabalhos
O diretor Daniel Florêncio, conduziu outros documentários, como o curta-metragem A Brazilian Immigrant, de 2005, e Tracking William, de 2007, sobre o trabalho de um paparazzo no rastro do príncipe britânico e sua namorada Kate Middleton. Em 2014 recebeu o prêmio de melhor filme segundo a audiência no festival Short Shorts Film Festival & Asia, em Tóquio, no Japão, pelo filme Awfully deep na categoria Save the Earth, dedicada às obras de temática ambiental.